# セレター空港
セレター空港（セレターくうこう、英語: Seletar Airport）は、シンガポールの軍民共用飛行場。シンガポール空軍のセレター空軍基地に併設されている。
1928年に軍用空港として開港、1930年から1937年まで民間機も受け入れていた（シンガポール最初の民間機発着空港）。その後、民間機用のメイン空港は、カラン、パヤレバと移り、1981年に現在のチャンギ空港が開設された。
2018年11月に新旅客ターミナルが完成した。
2019年4月21日、ファイアフライによる国際定期便が就航した。滑走路が短いため小型のターボプロップ機が主に使用されている。

## セレター空軍基地
イギリスの植民地時代に建設され、イギリス軍基地として使用されていた。以降第二次世界大戦中の日本統治下を経て、現在はチャンギ基地と並ぶシンガポール空軍の主要基地の1つである。

## 就航航空会社
ファイアフライ : クアラルンプール/スバン 1日6便
チャーター便、メンテナンス、フライトスクールの発着に利用されている。

## 交通アクセス
- バス No.102 センカン駅、ホウガン駅方面[3]